# Remotomyia longipalpus
Remotomyia longipalpus är en tvåvingeart som beskrevs av Jason Gilbert Hayden Londt 1983. Remotomyia longipalpus ingår i släktet Remotomyia och familjen rovflugor.
Artens utbredningsområde är Botswana. Inga underarter finns listade i Catalogue of Life.